# Menlo Park, California
Menlo Park este un oraș din comitatul San Mateo, statul  California,  Statele Unite ale Americii. Orașul este amplasat la altitudinea de 22 m deasupra n.m., având, în anul 2009, 30.276 de locuitori. În 1897 aici s-a născut compozitorul Henry Cowell. În Menlo Park există institutul "Stanford Research Institute", care este printre primele patru instituții care au fost conectate în 1969 la internet. În oraș există o școală privată și aici se află sediul Școlii Internaționale germano-americane (German-American International School).

## Istorie
În secolul XIX, doi imigranți irlandezi, Dennis J. Oliver și cumnatul său D. C. McGlynn au cumpărat un teren de 1700 de acri (6,9 km²) pe fosta Rancho de las Pulgas. În anii 1850 aceștia au construit o boltă din lemn ,purtând inscripția „Menlo Park”, la intrarea pe proprietate (acum teritoriu între Orientul Mijlociu și Ave El Camino Real). Cuvântul „Menlo” era o derivație a numelui fostului cămin al proprietarilor, Menlough, în Galway, Irlanda. În 1863, San Francisco și San Jose Rail Road au denumit o stație din apropiere "Menlo Park" după semn. În 1867 această stație încă se afla pe platforma stației curente Caltrain, utilizată de către Camera de Comerț locală. Orașul Menlo Park a crescut în jurul acestui post, devenind o casă populară pentru oamenii de afaceri din San Francisco. Bolta originală, ce a dat și numele orașului, a supraviețuit până în 1922, când a fost distrusă într-un accident de mașină.

## Geografie
În conformitate cu Biroul Recensământului Statelor Unite ale Americii, orașul are o suprafață totală de 45km², din care 26km² este pământ și 19km² este apă. Suprafața totală este de 41,88% apă.
Strada principală din Menlo Park este Santa Cruz Avenue. Centrul civic al orașului este delimitat de Ravenswood Avenue, Alma Street, Laurel Street și Burgess Drive. Aici se găsesc birourile consiliului local, librăria, stația de poliție și parcul Burgess.

## Demografie
După recensământul din 2000 orașul avea  30.785 loc. (1.173,4 loc./km²) și existau
12.387 gospodării
7.122 familii
Structura demografică
72,35% erau albi
7,03% afro-americani
0,44% amerinidieni
7,15% asiatici
1,26% loc. ai insulelor din Pacific
8,56% alte grupări etnice
26,6 % din familii au copii sub 18 ani
46,6% din gospodării sunt familii căsătorite
8,5% din gospodării sunt femei singure
4,2% din familii trăiesc sub pragul sărăciei

## Politică
Orașul este în principal democratic, 47% dintre cetățeni fiind înregistrați ca democrați, 32% fiind republicani. De peste 20 de ani, în Menlo Park, a existat un bine-definit dezacord în legătură cu problemele de mediu, trafic, dar și alte probleme, între rezidenți și interesele companiilor.

## Economie
O mare parte a economiei orașului se învârte în jurul companiilor situate pe Sand Hill Road, fiind vorba de capital de risc, capital privat, servicii financiare, firme de avocatură și alte companii ce oferă servicii profesionale și de investiții, axate pe tehnologie.

### Angajatori de top
Conform Raportului Financial Anual Detaliat al anului 2010, angajatorii de top din oraș au fost:
| #  | Angajator             | # de angajați |
| -- | --------------------- | ------------- |
| 1  | Oracle America        | 3,114         |
| 2  | SRI International     | 1,350         |
| 3  | Tyco Electronics      | 1,057         |
| 4  | Intuit                | 417           |
| 5  | Pacific Biosciences   | 406           |
| 6  | Safeway               | 291           |
| 7  | SHR Hotel             | 250           |
| 8  | Orașul Menlo Park     | 241           |
| 9  | United Parcel Service | 224           |
| 10 | Randtron Systems      | 222           |

## Caracteristici
- Sand Hill Road, sediul a multor firme cu capital de risc din Silicon Valley.
- Google Inc. a fost fondat aici în 7 septembrie 1998.
- Sediul Serviciului de prospectare geologică al Statelor Unite.
- Învecinat cu Colegiul Menlo.
- Învecinat cu Universitatea Stanford.
- Sediul SRI International, fostul Stanford Research Institute.
- Sediul SLAC National Accelerator Laboratory.
- Sediul Saint Patrick Archdiocesan Seminary and University.
- Sediul Fuller Northern California.
- Sediul Menlo Park Presbyterian Church since 1873.
- Sediul Geron Corporation, o companie de biotehnologie concentrându-se pe cercetarea celulelor stem.
- Sediul originar al lanțului de magazine Round Table Pizza.
- Birouri și grădini de spectacol ale Sunset Magazine.

## Locuitori notabili
- Joan Baez, cântăreață de muzică folk
- Sergey Brin, fondatorul Google
- Lindsey Buckingham, muzician
- Henry Cowell, compozitor
- Jeanne DuPrau, autor
- Nancy Farmer, autor
- John Vesely, muzician
- Chris Gulker, fotograf, scriitor
- Vince Guaraldi, cântăreț de muzică jazz
- Ken Kesey, autor
- Phar Lap, cal de curse din Noua Zeelandă
- Milton Latham, baron al căilor ferate/politician/guvernator al statului California
- Fred Moore, activist politic
- Stevie Nicks, muzician
- Shirley Temple Black, actriță
- Courtney Thorne-Smith, actriță
- Isaac Baron, jucător profesionist de poker
- Thorstein Veblen, sociolog cunoscut pentru "Teoria clasei fără griji"